# كارليسلي بست
كارليسلي بست (14 مايو 1959 - ) (بالإنجليزية: Carlisle Best)‏ هو لاعب كريكت باربادوسي. شارك مع منتخب الهند الغربية للكريكت ومنتخب باربادوس الوطني للكريكت. أما مع النوادي، فقد لعب مع فريق المحافظة الغربية للكريكت ‏.

## وصلات خارجية
- كارليسلي بست على موقع إي آس بي آن كريك إنفو (الإنجليزية)